# Лийонг, Табан Ло
Табан Ло Лийонг, собственно Мокотиянг Рекенет (англ. Taban Lo Liyong, Mokotiyang Rekenet, род. 1939, Гулу) – угандийский и суданский поэт, прозаик, автор трудов по африканской культуре и литературе. Пишет на английском языке.

## Биография
Родился в Уганде, принадлежит к народу ачоли. Учился в университете Хауарда в Вашингтоне и Айовском университете. Решил не возвращаться в Уганду под диктаторским режимом Иди Амина, жил и преподавал в Кении (Университет Найроби), Судане, Папуа – Новой Гвинее, Австралии, Японии, ЮАР.

## Избранные книги
- Последнее слово/ The last word; cultural synthesism, эссе (1969)
- Вымыслы/ Fixions & other stories, новеллы (1969)
- Размышления в лимбе/ Meditations in Limbo (1970)
- Вожди за трапезой/ Eating Chiefs, рассказы (1970)
- Нечётные рёбра Франца Фанона/ Franz Fanon’s Uneven Ribs, стихи (1971)
- The uniformed man, новеллы  (1971)
- Ещё один нигер мёртв/ Another Nigger Dead, стихи (1972)
- Popular culture of East Africa: oral literature, эссе (1972)
- Thirteen Offensives Against Our Enemies (1973)
- Баллада о слаборазвитости/ Ballads of Underdevelopment, стихи (1976)
- Еще одно последнее слово/Another Last Word, эссе (1990)
- Слова, растопившие гору/ Words that melt a mountain, стихи (1996)
- Carrying Knowledge Up a Palm Tree, стихи (1998)
- Corpse lovers and corpse haters, стихи  (2005)
- Цвет надежды/ The colour of hope, драма (2010)